# Heteromysis arianii
Heteromysis arianii är en kräftdjursart som beskrevs av H. Wittmann 2000. Heteromysis arianii ingår i släktet Heteromysis och familjen Mysidae. Inga underarter finns listade i Catalogue of Life.